# Annecy-le-Vieux
Annecy-le-Vieux ist eine Commune déléguée in der französischen Stadt Annecy mit 23.232 Einwohnern (Stand 1. Januar 2022) im Département Haute-Savoie in der Region Auvergne-Rhône-Alpes.

## Geographie
Annecy-le-Vieux liegt auf 480 m, etwa drei Kilometer nordöstlich der Stadt Annecy (Luftlinie). Die Ortschaft erstreckt sich in der Ebene am Nordufer des Lac d’Annecy, im Becken von Annecy, im Alpenvorland am Nordwestfuß des Mont Veyrier, im Genevois.
Die Fläche des 17,01 km² großen Gemeindegebiets umfasst einen Abschnitt des Beckens von Annecy. Das Hauptsiedlungsgebiet erstreckt sich in der rund 3 km breiten Ebene, die sich zwischen dem Nordufer des Lac d’Annecy und dem Flusslauf des Fier ausdehnt. Sie liegt auf durchschnittlich 450 m Diese Ebene wird im Nordosten von einer Moränenhöhe begrenzt, die von den eiszeitlichen Gletschern hier abgelagert wurde. Im Norden verläuft die Grenze stets entlang dem Fier, der zunächst in einem Kerbtal eingeschnitten in die umgebenden Plateaus fließt, unterhalb der Einmündung der Filière weitet sich das Tal jedoch und weist nun eine breite Talniederung auf.
Nach Osten erstreckt sich das Areal auf den Mont Rampon und den dicht bewaldeten Nordabhang des Mont Veyrier hinauf. Hier wird mit 1153 m die höchste Erhebung von Annecy-le-Vieux erreicht. Ganz im Osten reicht das Gebiet bis zum Défilé de Dingy, einer Schlucht, in welcher der Fier die Randkette der Bornes-Alpen durchbricht.
Zu Annecy-le-Vieux gehören neben dem eigentlichen Ortskern auch verschiedene Siedlungen und ehemalige Weiler, die heute weitgehend zusammengewachsen sind, nämlich:
- Albigny (448 m) am Nordufer des Lac d’Annecy
- Petit Brogny (500 m) am Rand der Ebene
- Frontenex (521 m) auf der Moränenhöhe zwischen der Ebene und dem Tal des Fier
- Vignières (475 m) am Rand der Ebene
- Provins (550 m) auf der Moränenhöhe zwischen der Ebene und dem Tal des Fier
- Les Glaisins (550 m) auf der Moränenhöhe zwischen der Ebene und dem Tal des Fier
- Sur les Bois (582 m) auf dem Plateau am Nordfuß des Mont Veyrier

Nachbargemeinden von Annecy-le-Vieux sind Pringy, Argonay und Villaz im Norden, Nâves-Parmelan, Dingy-Saint-Clair und Alex im Osten, Veyrier-du-Lac im Süden sowie Annecy, Meythet und Epagny Metz-Tessy im Westen.

## Geschichte
Das Gemeindegebiet von Annecy-le-Vieux war schon sehr früh besiedelt. Am Ufer des Lac d’Annecy wurden Überreste von Pfahlbauten gefunden. Zur Römerzeit befand sich in der Ebene nördlich des Lac d’Annecy eine Ortschaft namens Boutae, die wahrscheinlich etwa 2000 Einwohner zählte. An der Stelle des heutigen Annecy-le-Vieux ließ ein Römer namens Annicius ein großes Landgut bauen, das Anniciaca (Landgut des Annicius) getauft wurde. Im 6. Jahrhundert wurde Boutae während der Einfälle der Burgunden zerstört. Die Bewohner verließen den Ort und gründeten an geschützten Lagen in den umliegenden Hügeln neue Dörfer.
Einige Bewohner des ehemaligen Boutae ließen sich beim Landgut Anniciaca nieder. Dieses entwickelte sich rasch zur wichtigsten Ortschaft in der Nähe des Nordufers des Lac d’Annecy, die befestigt war. Sie behielt ihre Bedeutung bis zu Beginn des 12. Jahrhunderts bei. Die Ortschaft erschien im Jahre 867 als Anericiacum in den Urkunden, als König Lothar von Lothringen das Gebiet seiner Frau Theutberga schenkte. Aus späterer Zeit sind die Namen Anersiacum und Anessy überliefert.
Als ab 1107 die befestigte Stadt Annecy-le-Neuf (das heutige Annecy) gegründet wurde, verlor die bisherige Siedlung rasch an Bedeutung und wurde von nun an Annecy-le-Vieux genannt. Es teilte das Schicksal der Stadt Annecy. Seit dem späten Mittelalter diente Annecy-le-Vieux als bevorzugter Niederlassungsort für edle Familien und reiche Bürger der Stadt Annecy.
Im 19. und 20. Jahrhundert war Annecy-le-Vieux wegen seiner schönen Lage auch bei Künstlern beliebt. Etwa ab Mitte des 19. Jahrhunderts begann sich in der Ebene zwischen Annecy und Annecy-le-Vieux Industrie anzusiedeln, darunter die Gießerei Paccard, die in ganz Frankreich renommiert war.
Im Jahre 1972 lehnte die Bevölkerung von Annecy-le-Vieux eine Fusion mit der Stadt Annecy ab. In der Folge wurde 1973 der Kanton Annecy-le-Vieux gegründet und Annecy-le-Vieux zu dessen Hauptort erhoben.
Seit dem 1. Januar 2017 ist Annecy-le-Vieux ein Ortsteil von Annecy. Als Gemeinde war sie der Hauptort des Wahlkreises (Kantons) Annecy-le-Vieux im Arrondissement Annecy.

## Sehenswürdigkeiten

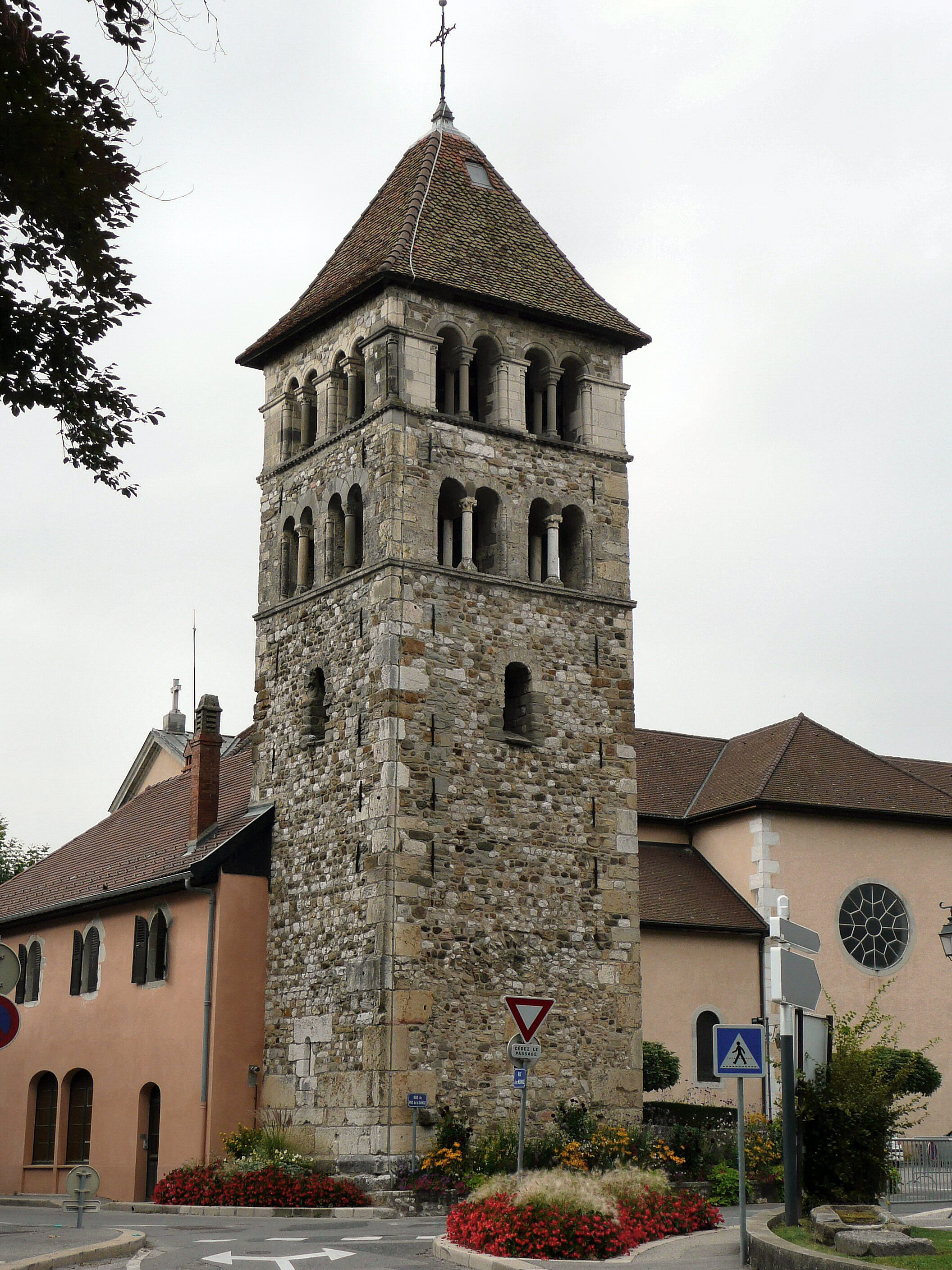
Romanischer Turm der Kirche Notre-Dame

Die Kirche Saint-Laurent steht im Zentrum des alten Ortskerns von Annecy-le-Vieux. Sie wurde 1849 an der Stelle einer früheren Kirche erbaut, die während der Französischen Revolution zerstört worden war. Wahrzeichen des Ortes ist der dazugehörige romanische Glockenturm, der vom Vorgängerbau übernommen wurde. Er wurde im 12. Jahrhundert errichtet. Bei Renovationsarbeiten wurden im Jahre 1988 Wandmalereien aus dem 15. Jahrhundert entdeckt.
Im alten Ortskern sind zahlreiche Häuser im typischen savoyischen Baustil erhalten. Besonders erwähnenswert sind die Villa Dunand, das Château de la Pesse aus dem 14. Jahrhundert (afrz. pesse, dt. „Rottanne“), das Château de la Cour, die Villa de la Tour (Wohnsitz des Schriftstellers Eugène Sue) und das Café Brunet.
Außerhalb des Ortskerns befinden sich die Kapellen von Provins und Frontenex sowie die moderne Kirche von Albigny. Eine weitere Attraktion ist der schöne Strand am Nordufer des Lac d’Annecy.

## Bevölkerung
Mit zuletzt 20.166 Einwohnern (Stand: 1. Januar 2013) gehörte Annecy-le-Vieux zu den größeren Gemeinden des Département Haute-Savoie. Im Verlauf des 20. Jahrhunderts nahm die Einwohnerzahl kontinuierlich zu. Besonders starke Zuwachsraten wurden während der 1960er Jahre und der ersten Hälfte der 70er Jahre verzeichnet. Mit der Zeit wurde die gesamte Ebene mit Mehrfamilienhäusern und Industrieanlagen überbaut, so dass heute keine Trennung zwischen Annecy und Annecy-le-Vieux mehr sichtbar ist. Größere Einfamilienhausquartiere entstanden an den bevorzugten Wohnlagen am Hang und auf den Höhen des Plateaus sowie in Seenähe. Die Ortschaft gehörte zur Agglomeration von Annecy.
| Jahr                       | 1901 | 1954 | 1962 | 1968 | 1975   | 1982   | 1990   | 1999   | 2006   |
| Einwohner                  | 1262 | 3131 | 4681 | 6754 | 13.537 | 14.054 | 17.520 | 18.885 | 19.848 |
| Quellen: Cassini und INSEE |      |      |      |      |        |        |        |        |        |

## Wirtschaft und Infrastruktur
Seit Mitte des 19. Jahrhunderts hat sich Annecy-le-Vieux zunächst zur Industriegemeinde und später zur Wohngemeinde entwickelt. Industrie- und Gewerbezonen befinden sich in der Ebene und im Bereich von Les Glaisins. Von Bedeutung sind zahlreiche Unternehmen der Hochtechnologie (Informatik und Kommunikation) sowie Betriebe der Metallverarbeitung, Präzisionsmechanik und feinmechanischen Industrie. Daneben gibt es zahlreiche Dienstleistungsbetriebe, Handelsfirmen und Einkaufsgeschäfte.
Annecy-le-Vieux ist auch ein wichtiges Bildungszentrum. Neben den allgemeinen Schulen bis zum Gymnasium ist es Standort eines Campus der Université de Savoie, der verschiedene Institute angegliedert sind, darunter eine Ingenieurschule und das weltweit renommierte LAPP (Laboratoire d’Annecy-le-Vieux de Physique des Particules).
Die Stadt ist verkehrsmäßig sehr gut erschlossen. Sie wird von der Hauptstraße N201 durchquert, die von Annecy nach Saint-Julien-en-Genevois und weiter nach Genf führt. Weitere wichtige Straßenverbindungen bestehen mit La Roche-sur-Foron, Thônes und Faverges. Der nächste Anschluss an die Autobahn A41 befindet sich in einer Entfernung von rund 4 km. Durch mehrere Buslinien ist Annecy-le-Vieux mit Annecy verbunden. Damit ist auch der Hauptbahnhof Annecy an der Eisenbahnlinie von Chambéry nach Annemasse leicht erreichbar.